# 吉田正男
吉田 正男（よしだ まさお、1914年（大正3年）4月14日 - 1996年（平成8年）5月23日）は、1930年代（昭和初期）に活躍した日本の中等学校野球、大学野球及び社会人野球の選手。1931年（昭和6年）から1933年（昭和8年）にかけて、夏の甲子園大会で甲子園史上唯一の3連覇の偉業に大きく貢献した愛知県名古屋市にある中京商業学校（現・中京大中京高校）のエースピッチャー。甲子園史上最多の23勝記録保持者。

## 来歴
愛知県一宮市出身。一宮市立第四小学校在学時に少年野球で全国優勝を経験した。1929年（昭和4年）、名古屋市の中京商業学校（現・中京大中京高校）に入学し野球部に所属した。当時、中京商業野球部は技術コーチとして明治大学野球部監督・岡田源三郎を招聘していたが、この岡田の指導によって徹底的に投球フォームを矯正された。
3年生春の選抜大会から5年生夏の全国大会まで6季連続で甲子園に出場し、春は準優勝1回、夏は甲子園史上唯一の3連覇を達成した。この間、勝ち負けはすべて吉田につき、甲子園史上最多勝利数の23勝3敗という記録を残している。5年生夏の全国大会では主将として出場、選手宣誓して優勝している。
卒業後、明治大学に進学。東京六大学野球では1936年（昭和11年）春季リーグ戦で8試合登板7勝1敗で優勝に貢献するなど、在学中29試合に登板し12勝5敗という成績を残したが、途中で肩を痛め、1938年（昭和13年）に外野手に転向した。1937年（昭和12年）春から1938年秋にかけての史上初の4連覇の達成に貢献し、最終学年では主将を務めた。
大学卒業の際には職業野球（プロ野球）入りを検討するも、当時の時勢では職業野球選手の社会的地位は低いものとされていた。のちに妻となる女性の父から「職業野球選手にならないこと」を条件として結婚を許されたため、職業野球入りを断念、アマチュア野球に徹する。
1939年（昭和14年）、藤倉電線（現・フジクラ）に入社し、野球部では投手に復帰した。その年の都市対抗野球大会に東京市代表で出場し、全4試合を連投して優勝に導いた。藤倉電線はこの大会で2連覇を達成し、吉田は最優秀選手賞である橋戸賞を受賞した。
その後は、藤倉電線野球部を改組した全藤倉野球部のコーチなどを歴任し、1964年（昭和39年）から中日新聞専属のアマチュア野球評論家となるなど、一貫してアマチュア野球に関わり続けた。
1992年（平成4年）に特別表彰で野球殿堂入り。
1996年（平成8年）5月23日、胃癌のため没した。享年82。

## 甲子園成績23勝3敗
第8回選抜中等学校野球大会（1931年春）
準優勝
○11-0川越中学、○3-0第一神港商業、○3-0和歌山中学、●0-2広島商業
これが中京商業にとっても春夏通じて初めての甲子園であった。吉田は3試合連続完封をやってのけてチームを決勝へ導いたが、2点に抑えるも打線が広島商業エース灰山元治を打てず、広島商業の夏春連覇を許した。
第17回全国中等学校優勝野球大会（1931年夏）
優勝
○4-3早稲田実業、○19-1秋田中学、○5-3広陵中学、○3-1松山商業、○4-0嘉義農林
東海予選では全6試合完封で甲子園に出場した。1回戦の早稲田実業戦では3点先行を許したがサヨナラ勝ちで救われ、そのまま4試合を完投で決勝へ進出した。嘉義農林も初出場でエース呉明捷を擁していたが、吉田はあっさりと完封し、初出場初優勝を成し遂げた。
第9回選抜中等学校野球大会（1932年春）
ベスト4
○3-1平安中学、○3-2坂出商業、○8-0長野商業、●2-3松山商業
夏春連覇を目指し順当に勝ち進んだが、準決勝で松山商業エース三森秀夫に投げ負け、夏の雪辱を果たされた。松山商業はこの大会で優勝した。
第18回全国中等学校優勝野球大会（1932年夏）
優勝（2連覇）
○5-0高崎商業、○7-2長野商業、○4-0熊本工業、○4-3松山商業（延長11回）
高崎商業戦は1安打完封、熊本工業戦では途中で三塁手にまわった｡決勝は9回1死まで3点差の楽勝ペースだったが、失策と3連打で同点とされた。しかし、延長11回サヨナラ勝ちで2度目の優勝投手となった。
第10回選抜中等学校野球大会（1933年春）
ベスト4
○3-0島田商業、○1-0興國商業（延長13回22奪三振）、○3-1享栄商業、●0-1明石中学
2試合連続完封と22奪三振、享栄商業との愛知県対決も制したが、明石中学エースの楠本保が立ちはだかった。中京商業は3安打しか打てず完封負け。明石中学の決勝点は吉田が与えた押し出しの死球だった。
第19回全国中等学校優勝野球大会（1933年夏）
優勝（3連覇）
○11-0善隣商業（ノーヒットノーラン）、○3-2浪華商業、○2-0大正中学、○1-0明石中学（延長25回）、○2-1平安中学
3連覇への道は厳しく、楽に勝てたのは1回戦のみであった。浪華商業戦では3回に三塁のバックアップに入った際、外野からの送球を顔面に受け、左マブタを3針縫ったが続投した。準々決勝は藤村富美男がエースだった大正中学を完封。そして3日後の準決勝は伝説の延長25回の死闘、明石中学中田武雄との壮絶な投げあいを演じた（→詳細は中京商対明石中延長25回を参照）。この試合で吉田は336球を投げることになったが、試合後に「明日の決勝では投げるのですか？」と尋ねる記者に、「明日はまた明日ですよ。今夜ぐっすり寝てみたら何とかなりましょう。」と言ってのけた。しかし流石に336球の影響は隠しようがなく、翌日の決勝では10四死球を献上、吉田としては「肩が言うことをきかず、ボールの行方はボールに聞いてくれ」との心境であった。それでも終わってみれば被安打2、失点1に抑え切り、前日の言葉通り本当に「何とか」してしまったその右腕には、不思議な神通力が秘められていると評された。

## 投球スタイル
右投げのオーバースロー。球種はストレート以外にはカーブしかなく、その配分も“ストレート9:1カーブ”であったという（シュートも修得したが封印・後述）。前述の岡田源三郎に指導を受けてコントロールを徹底的に鍛えられ、4年生で投球スタイルが完成。最大の武器は「外角低めに決まる快速球」。吉田と対戦した明石中・深瀬は「監督（高田勝生）から『お前らは吉田君の球を絶対に連打できないのだからデッドボールででも良いから出塁する事を考えろ』と言われてました。とにかく外角低めにビシビシと決まる直球に全然手が出なかった。」と言う。事実1933年のセンバツの準決勝で中京商と対戦した際、決勝点は1死満塁から福島が「打っても当たらないから」とユニホームをわざとだぶつかせて死球を狙い、死球・押し出しで決勝点となる1点を取って勝利した。投げる球種は90%がストレートだが「ブレーキ鋭いカーブ」「ドロップ」なども持っていた。5年の初めに落ちるシュートを修得したが、それで肩を壊しかけたため、シュートは封印した。
甲子園で活躍ぶりから剛速球タイプを想起させるが、元々中京は伝統的に剛速球タイプよりも好投手タイプが多く、吉田も後者だったという。自らも甲子園で指揮を執った深谷弘次は、人づての話しながら「吉田さんはスピードこそなかったが、コントロールとカーブと守備が良かったと聞いている」と証言している。

## 予言
吉田率いる中京商業（現・中京大中京）以降3連覇を達成した学校はない。この3連覇について吉田は生前、「自慢するわけではないが」と前置きして「もう3連覇なんか出来っこない。」と言っていた。その理由として、「昔とは野球の質が違う。」として金属バットや打撃技術の向上を挙げ、「もし3連覇出来るとするならば、打者のバットが届かないところにストライクを投げられる投手がいること。」と述べた。
2006年（平成18年）の夏の甲子園決勝では、駒澤大学附属苫小牧高等学校が73年ぶりの3連覇に挑んだが、惜しくも達成はならなかった。駒大苫小牧のエース・田中将大は打者の手元で変化する球、すなわちスライダーを得意としていた。（田中のスライダーは右打者の外角低めのボールゾーンに大きく変化して落ちていくが、打者からはストライクと見えて空振りをするケースが非常に多かった）

## 映画化
台湾公立嘉義農林学校（現・国立嘉義大学）野球部の活躍を描いた台湾映画「KANO 1931海の向こうの甲子園」が2014年に公開された。張鎧嚴（中国語）が吉田を演じた。ただし、映画では当時3年生（5年制）だった吉田を「キャプテン」としている。